# Serniawy
Serniawy – wieś w Polsce położona w województwie lubelskim, w powiecie chełmskim, w gminie Sawin.
| SIMC    | Nazwa  | Rodzaj    |
| ------- | ------ | --------- |
| 0107360 | Majdan | część wsi |

W latach 1975–1998 miejscowość administracyjnie należała do województwa chełmskiego. 
Administracyjnie wieś jest sołectwem. Według Narodowego Spisu Powszechnego (III 2011 r.) liczyła 105 mieszkańców i była trzynastą co do wielkości miejscowością gminy Sawin. 
Wierni Kościoła rzymskokatolickiego należą do parafii Przemienienia Pańskiego w Sawinie.